# Montmain, Seine-Maritime
Montmain är en kommun i departementet Seine-Maritime i regionen Normandie i norra Frankrike. Kommunen ligger i kantonen Boos som tillhör arrondissementet Rouen. År 2022 hade Montmain 1 499 invånare.

## Befolkningsutveckling
Antalet invånare i kommunen Montmain
| Referens: INSEE |